# Pointe de Pen-Hir
Pointe de Pen-Hir (Bretons: Beg Penn Hir) is het westelijkste punt van het schiereiland van Crozon, in het Franse departement Finistère in Bretagne. De kaap ligt ten zuidwesten van Camaret-sur-Mer. Op een heldere dag heb je uitzicht op de Pointe du Raz en de eilanden Île de Sein en Ouessant en op de Pointe Saint-Mathieu. De kliffen zijn wel 70 meter hoog.
Het is de plaats waar het Monument voor de Bretoenen van Vrij Frankrijk staat, bekend als het Kruis van Pen-Hir en ingewijd door generaal Charles de Gaulle in 1960. Het is bedoeld om te getuigen van de groep Vrije Franse Bretoenen die tijdens de Tweede Wereldoorlog Sao Breiz in Groot-Brittannië stichtten. Het werd in 1949-1951 gemaakt door architect Jean-Baptiste Mathon en beeldhouwer Victor-François Bazin.
Aux Bretons de la France Libre – MCMXL – MCMXLV – La France a perdu une bataille, mais la France n'a pas perdu la guerre. Dans l'univers libre des forces immenses n'ont pas encore donné. Un jour ces forces écraseront l'ennemi.
Aan de Bretoenen van Vrij Frankrijk - MCMXL - MCMXLV - Frankrijk heeft een slag verloren, maar Frankrijk heeft de oorlog niet verloren. In de vrije wereld hebben immense krachten zich nog niet gegeven. Op een dag zullen deze krachten de vijand verpletteren.
Op de achterkant van het kruis staat een inscriptie in het Bretons: Kentoc'h mervel eget em zaotra, genomen van het motto van Bretagne: "dood in plaats van vuiligheid". 